# Robert Duval
Robert Duval (1510 – 1567) è stato un alchimista francese.. Era un canonico a Chartres.
Scrisse la prima storia dell'alchimia, De veritate et antiquitate artis chemicae, pubblicata a Parigi nel 1561.
Alcuni dei suoi scritti sono stampati nel Theatrum Chemicum, come parte delle opere introduttive del primo volume (1602).

## Opere
- De veritate at antiquitate artis chemicae, Parigi, 1561.
- De la Transformation métallique: Trois anciens tractés en rithme françois, Parigi, 1561.